# Corpus Christi
Corpus Christi è una città degli Stati Uniti, capoluogo della contea di Nueces, nello Stato del Texas. Il nome in latino venne dato dai colonizzatori spagnoli e significa letteralmente Corpo di Cristo. Corpus Christi è situata 130 miglia a sud est di San Antonio. I confini politici della città comprendono Nueces Bay e Corpus Christi Bay. Secondo una stima del 2018 la popolazione della città era stimata a 326 554 unità, diventando così l'ottava città più popolosa del Texas, mentre quella dell'area metropolitana di Corpus Christi a 442 600 unità.
La città è sede della Naval Air Station Corpus Christi della Marina Militare americana, e di un aeroporto internazionale, il Corpus Christi International Airport. La città ha una delle più alte velocità medie del vento dell'intera costa nord americana.

## Geografia fisica

### Territorio
Secondo l'Ufficio del censimento degli Stati Uniti d'America la città ha un'area totale di 460,2 miglia quadrate (1192,0 km²), di cui 154,6 miglia quadrate (400,5 km², corrispondenti al 33,60% dell'intero territorio) sono terra, mentre 305,6 miglia quadrate (791,5 km², corrispondenti al 66,40% del territorio) sono costituiti dall'acqua. L'acqua potabile della città è fornita da tre serbatoi, il Lake Corpus Christi, il Canyon Reservoir Choke, e il Lake Texana. Attraverso un'efficace partnership regionale con l'Autorità del fiume Rio Nueces e l'autorità del porto di Corpus Christi, è stata costruita una condotta di 101 miglia (163 km), che trasporta l'acqua dal lago Texana e dal lago Colorado all'O.N. Stevens Water Treatment Plant. Tutti i serbatoi sono al di fuori dei confini della città. Per supportare le esigenze d'acqua future, sono in fase di completamento dei piani per costruire un impianto di desalinizzazione.

### Clima
La città ha un clima subtropicale umido, con estati calde e molto lunghe, e inverni miti. Il clima più freddo è presente nei mesi tra novembre a febbraio. Marzo ad aprile sono abbastanza caldi. La parte più calda dell'anno a Corpus Christi è il periodo da giugno a settembre, con agosto che è il picco della temperatura della stagione estiva. Ancora caldo ma non come i mesi precedenti è ottobre. La presenza nella città del vento è molto corposa, dove la sua velocità raggiunge spesso le 25 miglia all'ora (40 km/h) con raffiche che raggiungono più di 35 miglia all'ora (56 km/h). La temperatura record della città è di 109 °F (43 °C), il 5 settembre, 2000. La temperatura più bassa mai registrata a Corpus Christi è di 11 °F (−12 °C). Nel dicembre 2004 la città fu colpita da una tempesta di neve molto violenta: 4,4 pollici (11 cm) di neve. La neve si sciolse il giorno dopo il 25 dicembre. Vista l'unicità dell'evento furono scritti tre libri: Snow, More Snow, e More Snow for Kids.
| Corpus Christi             | Mesi | Mesi | Mesi | Mesi | Mesi | Mesi | Mesi | Mesi | Mesi | Mesi | Mesi | Mesi | Stagioni | Stagioni | Stagioni | Stagioni | Anno |
| Corpus Christi             | Gen  | Feb  | Mar  | Apr  | Mag  | Giu  | Lug  | Ago  | Set  | Ott  | Nov  | Dic  | Inv      | Pri      | Est      | Aut      | Anno |
| -------------------------- | ---- | ---- | ---- | ---- | ---- | ---- | ---- | ---- | ---- | ---- | ---- | ---- | -------- | -------- | -------- | -------- | ---- |
| T. max. media (°C)         | 19,4 | 21,3 | 24,4 | 27,6 | 30,3 | 32,7 | 33,9 | 34,7 | 32,3 | 29,1 | 24,4 | 20,2 | 20,3     | 27,4     | 33,8     | 28,6     | 27,5 |
| T. min. media (°C)         | 8,4  | 10,3 | 13,5 | 17,2 | 21,1 | 23,3 | 23,8 | 23,9 | 22,2 | 18,2 | 13,4 | 9,2  | 9,3      | 17,3     | 23,7     | 17,9     | 17,0 |
| Umidità relativa media (%) | 60,5 | 78,0 | 76,0 | 76,0 | 77,5 | 80,0 | 78,5 | 75,0 | 74,5 | 75,5 | 73,5 | 74,0 | 70,8     | 76,5     | 77,8     | 74,5     | 74,9 |

## Storia

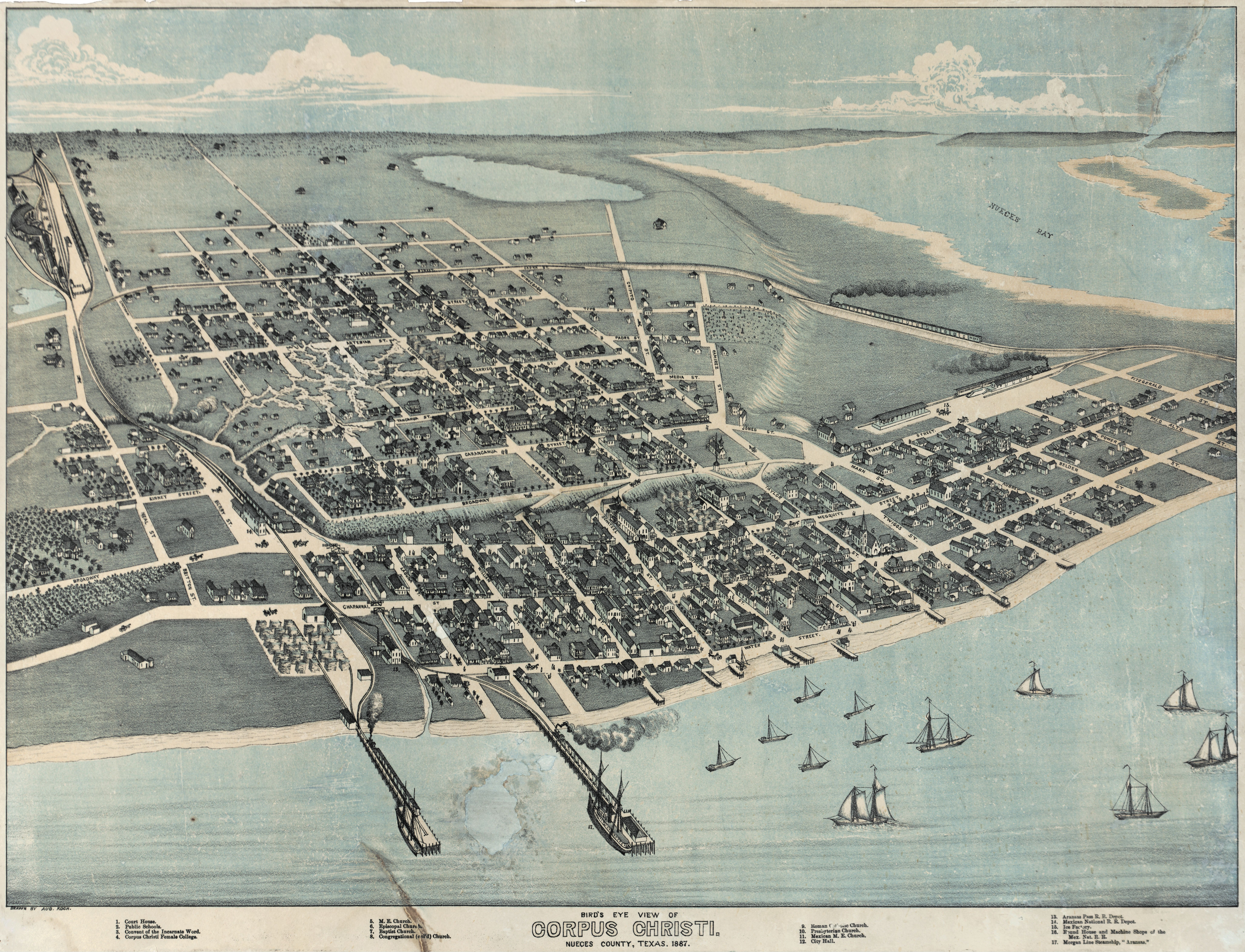
Mappa di Corpus Christi del 1887

La città venne costituita il 9 settembre 1852, ma fu fondata nel 1839 dal colonnello Henry Lawrence Kinney come centro per il commercio dell'esercito rivoluzionario del Messico (stanziato a 25 miglia di distanza) e vide la propria sovranità disputata fra i texani della Repubblica del Texas ed i messicani. Data la sua posizione a sud del Rio Nueces, alla vigilia della guerra messico-statunitense il generale Zachary Taylor stabilì proprio in questa città un accampamento rimasto fino al 1846 quando, alla testa delle sue truppe, marciò verso il Rio Grande. 
Nel 1860 la città era popolata da 175 persone, di cui quattro insegnanti, un istruttore di musica, tre ministri, un prete, tre medici e otto avvocati; l'anno successivo Corpus Christi approvò la secessione, ma tuttavia vivevano in città numerosi unionisti, perlopiù reduci del conflitto col Messico. L'anno successivo la flotta nordista salpò alla volta della città e la bombardò senza eccessivi danni, siccome la maggior parte dei residenti era stata precedentemente evacuata. Tuttavia questo attacco scatenò le ire dei sudisti, che danneggiarono le case e le proprietà dei residenti unionisti.
Nel novembre del 1873, sette pastori messicani furono linciati da una folla nei pressi della città. Il crimine non è mai stato risolto. La tempesta del 14 settembre 1919 devastò la città, uccidendo centinaia di persone. Solo tre strutture sulla North Beach sopravvissero alla tempesta. Per proteggere la città fu costruita una diga. Nel 1926 venne inaugurato il porto, e nel 1941 venne commissionata la Corpus Christi Naval Air Station.

Nel febbraio 1929 viene creata a Corpus Christi la League of United Latin American Citizens (LULAC). Questa organizzazione è stata fondata con lo scopo di combattere le discriminazioni razziali contro gli ispanici negli Stati Uniti. Essa nel corso degli anni continuò a crescere, e adesso possiede una sede nazionale a Washington.

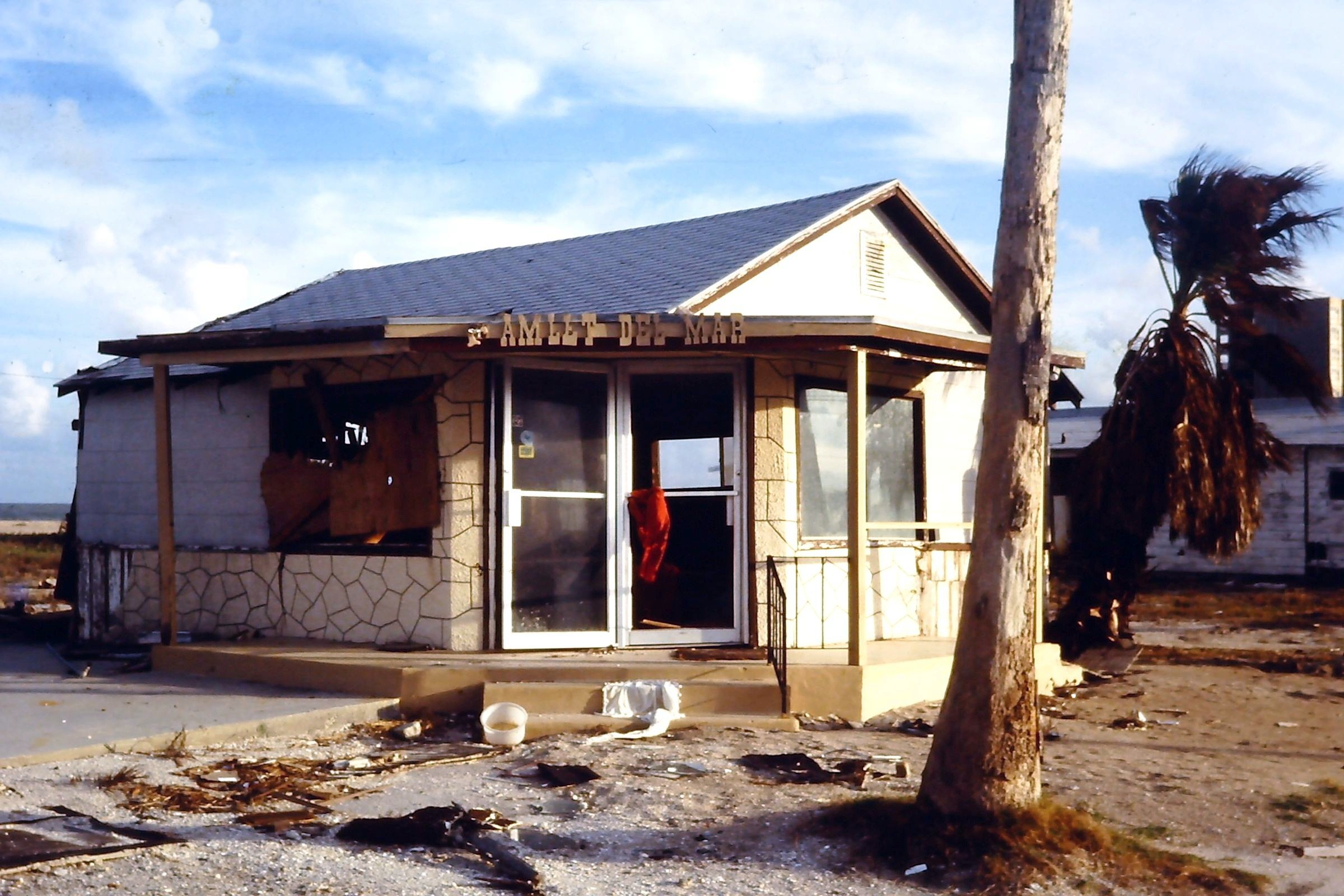
Ristorante danneggiato dopo il passaggio dell'uragano Allen

Nel marzo 1949 è stato fondato l'American GI Forum (AGIF). L'AGIF si occupa delle questioni riguardanti i veterani, l'istruzione e la questione dei diritti civili. Questa organizzazione è stata fondata dopo le preoccupazioni per la segregazione dei veterani messico-americani da altri gruppi di veterani e la negazione dei servizi medici in base alla razza dal Dipartimento degli Affari dei Veterani degli Stati Uniti d'America. La città fu colpita abbastanza pesantemente dall'uragano Celia nel 1970 e dall'uragano Allen nel 1980, mentre l'Ike, nel 2008, fece pochi danni.

## Società

### Evoluzione demografica
Secondo il censimento del 2010, la popolazione era di 305 215 abitanti.
I dati del 2018 parlano invece di 326 554 abitanti.

### Etnie e minoranze straniere
Secondo il censimento del 2010, la composizione etnica della città era formata dall'80,92% di bianchi, il 4,34% di afroamericani, lo 0,64% di nativi americani, l'1,84% di asiatici, lo 0,09% di oceaniani, il 9,68% di altre etnie, e il 2,5% di due o più etnie. Ispanici o latinos di qualunque etnia erano il 9,23% della popolazione.

## Cultura
Nel 2015 la rivista Men's Health classificò Corpus Christi come la città più grassa degli Stati Uniti d'America, rinominandola "Corpulent Christi". Questa negativa posizione è causata da vari fattori, come la quasi totale mancanza di attività fisica dei cittadini e la consistente presenza di fast food.
La città, è famosa fra gli appassionati di musica perché vi ha vissuto fino alla tragica morte la cantante Selena, deceduta il 31 marzo 1995 al motel locale Days Inn, uccisa con un colpo di pistola sparato da Yolanda Saldívar. Alla cantante, la città ha dedicato sul suo lungomare una statua in un memoriale chiamato Mirador de la Flor, quest'ultimo visitato da 300.000 visitatori l'anno, sia locali, dei paesi limitrofi del Texas, e dall'estero, e infine un museo.

## Economia
La maggior parte della popolazione è impiegata nei servizi, nel commercio all'ingrosso e al dettaglio, e nei settori governativi. Corpus Christi nel luglio 2012 aveva un tasso di disoccupazione del 7,0%.
Il porto di Corpus Christi, che è il quinto più grande porto degli Stati Uniti e il più profondo del golfo del Messico, si occupa principalmente di petrolio e dei prodotti agricoli. Gran parte dell'economia locale è guidata dal turismo e dall'industria petrolifera e petrolchimica. Nel 2005, il porto è stato classificato come il 47° più grande in tutto il mondo per movimento merci.
Corpus Christi è sede della Naval Air Station Corpus Christi, che fornisce 6 200 posti di lavoro all'economia locale; questo lo rende il più grande datore di lavoro della città. Il Corpus Christi Army Depot, situato sulla NAS Corpus Christi, è il più grande impianto di riparazione di elicotteri nel mondo. Sempre sulla NAS Corpus Christi è presente la United States Coast Guard Sector/Air Station Corpus Christi.
Corpus Christi è la sede originale della Whataburger, una catena di fast food regionale statunitense specializzata nella preparazione di hamburger, fondata nel 1950 da Harmon Dobson e Paul Burton; tuttavia, la società trasferì il suo quartier generale a San Antonio nel 2009. Gli altri grandi datori di lavoro sono il CHRISTUS Spohn Health System con 5 400 dipendenti locali, il Corpus Christi Independent School District con 5 178, H-E-B con 5 000, e la Bay Ltd. con 2 100 posti. le altre società situate a Corpus Christi includono lo Stripes Convenience Stores e l'American Electric Power (AEP).
Corpus Christi divenne la prima grande città a offrire nel suo intero territorio il Wi-Fi gratuito nel mese di aprile 2005 per consentire la lettura dei contatori a distanza, dopo che un meter reader (lettore dei contatori) fu attaccato da un cane. Nel 2007 la rete è stata acquistata dalla Earthlink per 5,5 milioni di dollari, e smise di essere un servizio gratuito il 31 maggio 2007.

## Infrastrutture e trasporti

### Strade principali
- Interstate 37
- Interstate 69E
- U.S. Route 77
- U.S. Route 181
- Texas State Highway 44
- Texas State Highway 286
- Texas State Highway 358
- Texas State Highway 35
- Texas State Highway 361
- Texas State Highway 357

## Amministrazione

### Gemellaggi
- Agen
- Keelung
- Yokosuka

## Sport
La città è sede dei Corpus Christi IceRays della North American Hockey League, dei Corpus Christi Hooks della Texas League, e dei Corpus Christi Rage dell'Arena Developmental League. Settimanalmente, ogni mercoledì, al tramonto, si svolgono gare di vela. Corpus Christi è anche la sede del Corpus Domini Rugby Football Club, membro della Texas Rugby Union, una filiale della Mid-America Geographical Union (MAGU), e della United States Rugby Football Union.
| Club                   | Sport              | Federazione  | Sede                 | Fondazione                | Campionati |
| ---------------------- | ------------------ | ------------ | -------------------- | ------------------------- | ---------- |
| Corpus Christi Hooks   | Baseball           | Texas League | Whataburger Field    | 1968 (trasferito al 2005) | 1 (2006)   |
| Corpus Christi IceRays | Hockey su ghiaccio | NAHL         | American Bank Center | 2001 (trasferito al 2010) | 0          |
| Corpus Christi Rage    | Football a 8       | ADL          | American Bank Center | 2017                      | 0          |
| Corpus Christi Crabs   | Rugby              | TRU          | Dewey's              | 1973                      | N/A        |